# SWEEPS J175853.92−291120.6
SWEEPS J175853.92-291120.6 är en ensam stjärna i den mellersta delen av stjärnbilden Skytten. Den har en skenbar magnitud av 18,80 och kräver ett teleskop med kamera för att kunna observeras. Den befinner sig på ett beräknat avstånd av ca 27 700 ljusår (ca 8 500 parsec) från solen. 

## Egenskaper
SWEEPS J175853.92-291120.6 är en blå stjärna i huvudserien av spektralklass F5 V. Den har en massa av ca 1,24 solmassa och en radie av ca 1,18 solradie. Stjärnans beteckningen kommer från projektet SWEEPS, formellt kallat Sagittarius Window Eclipsing Extrasolar Planet Search.

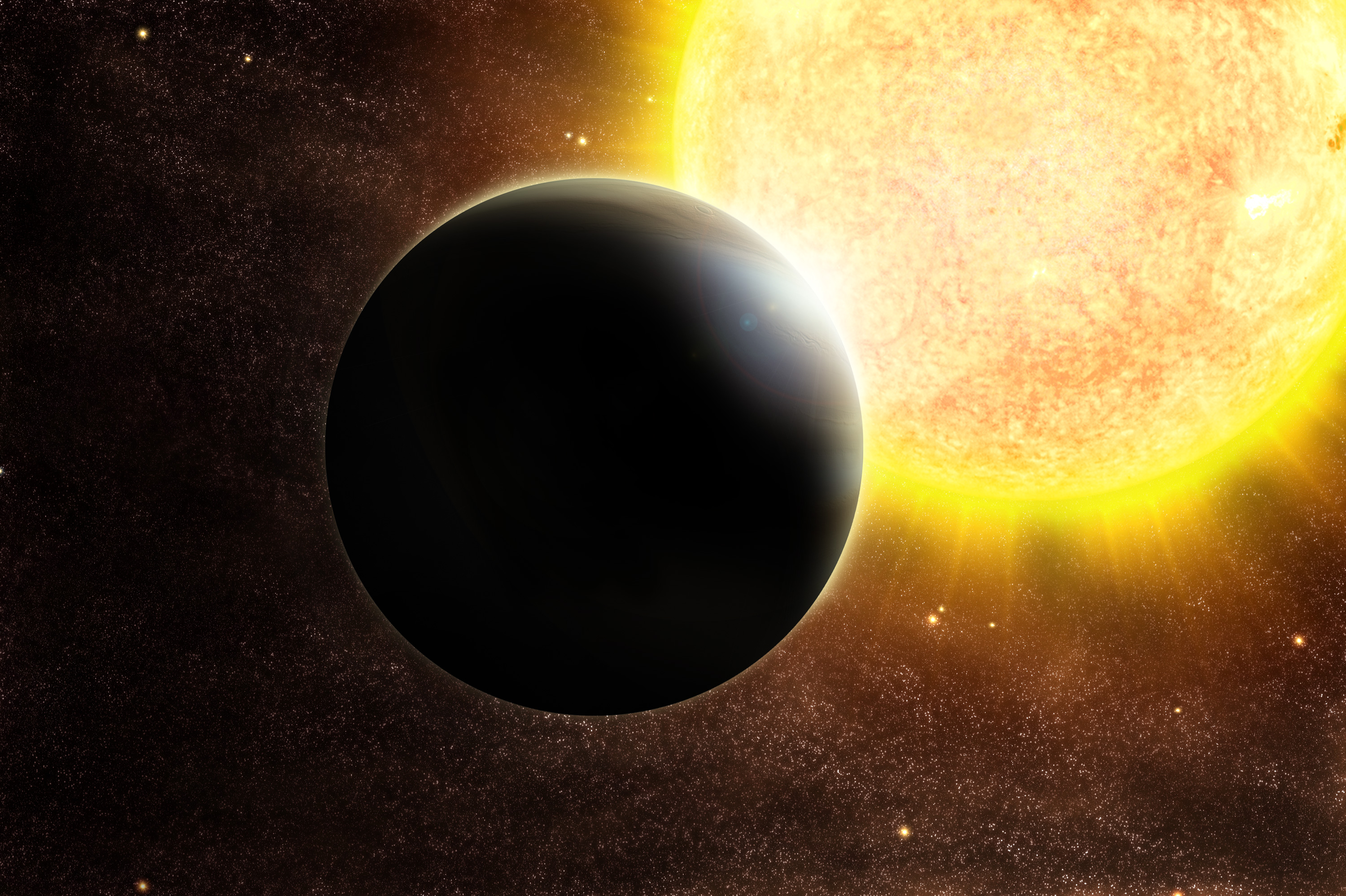
Konstnärens bild av SWEEPS J175853.92-291120.6 (uppe till höger) och planeten SWEEPS-04 (mitten)

## Planetsystem
År 2006 tillkännagav en grupp astronomer som arbetar med SWEEPS-programmet upptäckten av exoplaneten SWEEPS-04 i systemet. Planeten är en gasjätte som kretsar på ett avstånd av endast 0,05 AE från moderstjärnan. Planeten klassas som en het Jupiter på grund av dess närhet till stjärnan. Planeten upptäcktes genom transitmetoden.
| Planet    | Massa   | Halv storaxel (AE) | Siderisk omloppstid (d) | Excentricitet | Inklination | Radie          |
| --------- | ------- | ------------------ | ----------------------- | ------------- | ----------- | -------------- |
| SWEEPS-04 | <3,8 MJ | 0,055              | 4,200                   | -             | -           | -0,81 ± 0,1 RJ |